# عين الحور
عين الحور قرية صغيرة في ناحية كنسبا التابعة لمنطقة الحفّة في محافظة اللاذقية. بلغ عدد سكانها 243 نسمة حسب تعداد عام 2004.